# レストア
レストアもしくはリストア（英語: restore）とは、（動詞表現であり）再び構築することという意味の言葉で、次のような様々な意味がある。
- 何かを以前の状態、場所、位置などに戻すこと[1]。
  - たとえば故障や劣化などしてしまった機器類、乗り物類などを、以前の状態に戻すこと。
- （作品や建物などを）元の状態になるように、修理したりリノベートすること[1]。

この語の名詞形はリストレーション（英語: restoration）である。英語話者と話す場合は、動詞・名詞のどちらを使うべきなのかその都度判断する必要がある。
漢字表現では「修復」や「復元」などという。たとえばWindowsのSystem Restore（システム・リストア）は、（ITの専門家はそのままカタカナで表現することも多いが）初心者向けの漢字表記では「システムの復元」としている。「復」という漢字に「もどす。もとにもどす」という意味があるので、その漢字が入った語が訳語として使われている。動詞（用言）的に使うには「修復する」や「復元する」という。

## レストアの種類
さまざまなもののレストアが行われている。
一般論として、次のようなレストアに大別することもできる。
- 実用目的のレストア。ともかく「普通に動く」状態に戻すことを最優先にするレストア。この場合、部品は機能さえすれば、つまりたとえば同サイズ、同一規格や同程度の材質であれば、何でも使う。つまり「ノン・オリジナル部品」（もとの部品とは異なる部品）でもかまわず使う。
- 販売当時の状態を、部品ひとつひとつまで、できるかぎり完全に復元・再現することを目指すレストア。この場合、ひとつひとつの部品についても、できるだけオリジナルのものを使う。より多くの知識、時間、資金、技術を要することになる。製品の産業遺産的な意味に焦点をあてたレストアであり、博物館などがこうしたレストア品を展示する。個人が行う場合はいわゆる「道楽」や「大人のぜいたくな趣味」にあたる。

なおレストアというのは、単なるメンテナンス（ルーチン的な「整備」）ではない。またレストアというのは、単なるリペア（repair）とも異なっている。リペアはあくまで一部の修理・補修を意味する（ただし「リストア」の一部として「リペア」を行うことはもちろんある）。
以下、分野ごとに分けて説明する。

## 乗り物
自動車、オートバイ、鉄道車両、航空機などでレストアがおこなわれている。

### 自動車、オートバイ
概説で、レストアには大別すると実用目的のレストアと販売当時のオリジナル状態に戻すことを目指すレストアがあることを説明したが、自動車、オートバイのレストアも同様であり、次のようなレストアがある。
- 実用目的のレストア。自動車を、以前のようにまともに走る状態に戻すことを目的とし、それを優先し他のことは後回しにするレストア。

こうしたレストアは、かなり広く行われている。たとえば、親・兄弟・親類などが以前乗っていたが故障して走らなくなり車庫に何年も放置されてしまった車をレストアするなどということはそれなりに行われる。また自分が好きなデザインの中古車の故障してしまっている個体を個人売買やオークションなどで見つけて入手して、走る状態に戻す、ということも広く行われている（こうしたことを扱っているテレビ番組もある。後述。）この手のレストアの目的は主に「自動車として機能する状態に戻す」つまり「まともに走って止まる状態に戻す」ことであり、あるいは傷んでみすぼらしくなってしまった外見を「”普通”の意味で許容範囲の外見に戻す」ことなどであり、販売当時の状態には基本的にはこだわっていないので、部品は元のメーカーと異なるメーカーのものも積極的に使うし、場合によっては（レストアついでに）ランプ類も今どきのLED式のものに置き換えるなどいうことも行うし、エンジンスワップなどを行う場合もある。(→レストモッド)
- ビンテージ車を、販売されていたそのままの状態に戻すレストア。

こうしたレストアは、たとえばビンテージ車のコレクター（収集家）や、博物館や、特定の車種の熱烈なファンなどがおこなう。ハードルがかなり高い。たとえば昔の資料（たとえば当時のカタログ、パンフレット、取扱説明書、パーツリスト、サービスマニュアル（整備解説書）、場合によってはメーカー内部文書の設計図などまで）を入手したうえで、部品類についてもパーツ番号なども特定し当時のものを見つけなければならず、座席や天井の布やレザーなども種類も調べて同質・同色のものにしなければならない。また、かなりの費用もかかる。あまりに部品が入手しづらい場合は、同一車をまず複数台用意しておいて片方から部品取りをして（いわゆるニコイチ。いわば車どうしで「共食い」をさせて）一台を完全に仕上げるなどということが行われることもある。歴代のオーナーが加えた改変などは、たとえ機能していても、わざわざ取り除いてオリジナル状態（「工場から出荷された状態」や「販売店で最初に販売された状態」）に戻す。
自動車のレストアはテレビ番組では『名車再生!クラシックカー・ディーラーズ』や『カー・SOS 蘇れ!思い出の名車』が扱っている。このような番組を見て見様見真似でレストアを始める人も多い。
なお四輪車類のレストアを行うには、そのための十分な作業スペース、自動車用の工具類、整備の基本的な知識、根気・体力、時間も必要となる。個人がレストアを行う場合、一部の作業は個人でできたとしても、個人が限られた道具でできる作業は限定的であり、作業によっては個人には手に負えずその部分だけでも専門の業者に依頼することが必要になる場合がある。
レストアを行っているプロの業者がいる。なかにはレストアだけを専業で行っている業者もいる。2010年代ごろから自動車のレストア事業は成長しており、メーカーや正規の販売店なども参入している。
二輪車の場合
二輪車のレストアは、実用目的のレストアのほうならば、四輪車のレストアに比べるとかなりハードルが低い。レストアを行うのに必要なスペースも比較的狭くて済む。また部品についても10〜20年程度の古さの車種ならば、特に自国生産の車種ならば、ヤフオクなど（英語圏ならeBayなど）でかなりの数量が流通している。古くなった車種をバラバラに解体して部品単位で出品・販売してくれている業者も多数おり、「ウィンカーだけ」「ヘッドライトだけ」「カウルだけ」「ホイールだけ」などといった単位から「エンジン一式」でも販売してくれており、ネットで「ポチッ」と「購入」ボタンを押せば済むので、部品は比較的入手しやすい。また四輪車に比べてオートバイの部品は比較的小さい（たとえば自動車のドアやカウルのような巨大な部品は少ない）ので、たいていの部品は宅配便で受け取ることができ、送料も安い。部品が（自動車部品に比べて）軽量なので、たとえばエンジンの積み替えなどすら、オートバイの場合、ほどほどの排気量なら自力（人力）でできる。小さな排気量のエンジンなら片手でヒョイと持ち上がる。
なおオートバイの場合、特定の人気車種についてはいわゆる「レストア本」も出版されている。たとえばスーパーカブについは『スーパーカブのレストア&メンテナンス』という本が、ホンダのモンキーについては『4Lモンキー復活術』という本が出版されている。ヤマハ・セローに関しては『バイクレストア&メンテナンス』というタイトルの本が（バイクのレストア一般を解説する本ではあるが、実際には）ヤマハ・セローのレストアに関する写真や説明文ばかりを掲載している。
一方、二輪車のビンテージ車をオリジナル状態に戻すレストアに関しては（四輪車同様に）ハードルが高い。たとえば1900年代前半のハーレーダビッドソンやインディアンをオリジナルの状態にレストアするのはかなりハードルが高い。販売されていた当時の資料を見つけることも、当時のオリジナル部品を見つけることも難しいのである。

## 玩具・人形類
アンティークの玩具のレストアも行われている。たとえばブリキ製の玩具（en:Tin toy）、ぜんまい仕掛けの玩具などである。女性向けの玩具としては欧米では人形やアンティーク人形のレストアも需要がある。愛着がありいつも抱いていればいるほど人形は傷むからである。日本では雛人形のレストアを行っている業者もある。雛人形は親から子へ、祖母から孫へと家代々、何十年、何百年も受け継がれるうちに少しずつ傷むからである。
その他、ラジコンモデル、ゲーム機などのレストアも行われている。

## 時計
時計のレストアも行われる。

## ITの場合
システムの復元
システム・レストア（システムの復元）というのは、システムを以前の状態に戻すことである。たとえばPCに周辺機器を接続するとドライバが自動的にインストールされたり、あるいは自分でネット上からドライバを見つけてインストールしたりするわけだが、新たにインストールしたドライバの「相性」が悪かったりすると、システムの動作に不具合が生じたりすることがある。そのような場合は、「システムの復元」のボタンを押してどの時点まで戻すのか指定して復元を行う、ということが一般的である。